# يوحنا دراغفي

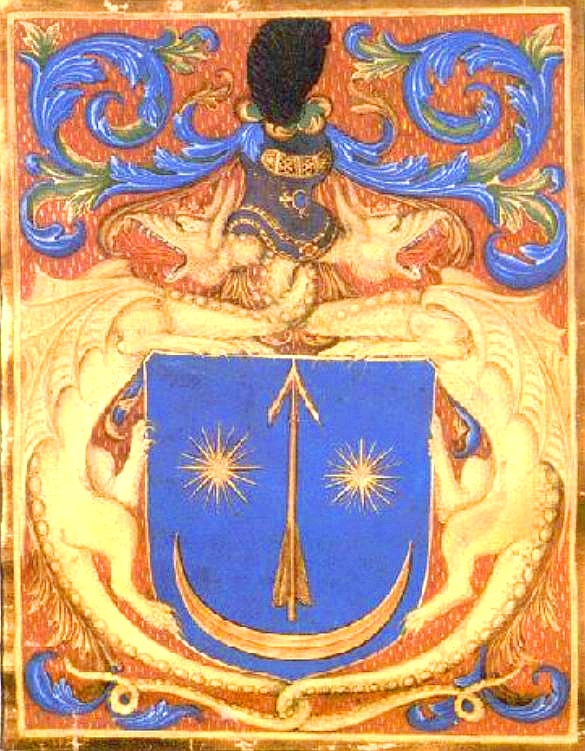
في 28 مارس 1507م، منح فلاديسلاف الثاني ملك المجر لقب البارون لكل من جرجس دراغفي من بيلتيك (bélteki Drágffy György) وأخيه يوحنا دراغفي (Drágffy János) في مدينة بودا، وقد منح لهما هذا الشعار النبالي (الشعار المميز للعائلة النبيلة) مع هذا الامتياز.

يوحنا دراغفي من بيلتكي (بالمجرية: Bélteki Drágffy János)‏ (ميلاد: ؟ - قُتل في معركة موهاج 29 أغسطس 1526م)، ويُعرف أحيانًا باسم دراغفي (بالمجرية: Drágffy)‏، كان أحد كبار النبلاء المجريين، وشغل منصب قاضي المملكة في المجر (országbíró) بين عامي 1525م و1526م.

## حياته
كان يوحنا دراغفي من بيلتك، أحد أفراد عائلة دراغفي النبيلة (بالمجرية: Drágffy család)‏. والده هو برتلان دراغفي (Drágffy Bertalan) من بيلتك (بالمجرية: Bélteki Drágffy Bertalan)‏، الذي شغل منصب فويفود الأردل (حاكم ترانسيلفانيا)، وتزوّج من دوروثيا هيدرڤاري (بالمجرية: Hédervári Dorottya)‏، وكان له أخ واحد.
في عام 1507م، حصل يوحنا دراغفي على لقب البارون الوراثي من الملك ڤلاديسلاڤ الثاني ملك المجر ، وتزوج من كاتالين دروغيث (بالمجرية: Drugeth Katalint)‏ وأنجب منها ثلاثة أطفال، ابنًا وبنتين.
منذ عام 1508م وحتى 1513م، شغل منصب ساقي الملك (pohárnokmester) في بلاط الملك ڤلاديسلاڤ الثاني، وكان أحد كبار النبلاء المثقفين في عصره، على علاقة وثيقة بالدوائر الإنسانيةفي ألبا يوليا (Gyulafehérvár).
في عام 1514م شارك في قمع ثورة الفلاحين بقيادة جيورجي دوزا في مقاطعة هيفز، حيث ألحق الهزيمة بجماعة من الفلاحين بالقرب من ديبرو (Debrő) في مقاطعة هيفِش (Heves)، وكذلك سحق قوات الكاهن لورينتس (Lőrinc pap) قرب كولوزفار (Kolozsvár). وبعد قمع ثورة الفلاحين بوقت قصير، أُرسل إلى روما مبعوثًا إلى البابا ليون العاشر (X. Leó) لطلب الدعم ضد العثمانيين.
في عام 1518م حصل يوحنا دراغفي على لقب كبير السقاة الملكي (főtárnokmester)، وبالتالي أصبح عضوًا في بعثة دبلوماسية جديدة إلى روما عام 1521م، وذلك بالتزامن مع اندلاع الحرب المجرية-العثمانية (1521م-1526م).
عندما كان الملك لويس الثاني ملك المجر يستعد لاستعادة ناندورفيهيرڤار (بلغراد). أَمَرَ يوحنا دراغفي بقيادة جيش النائب الملكي "بالاطين المجر" أسطفان باتوري إلى معسكر باتا (Bátai tábor)، لأن باتوري لم يرغب في خوض الحرب بالتعاون مع حاكم الأردل (ڤويڤود ترانسلڤانيا) يوحنا زابولياي. وفي عام 1522م، سافر دراغفي إلى نورمبرغ مع وفد مجري آخر إلى الإمبراطور الروماني المقدس شرلكان، حيث طلبوا سبعة عشر ألف جندي من الأمراء الألمان لمواجهة التهديد العثماني، ولكن تم إرسال ثلاثة آلاف فقط إلى المجر.
في يوليو 1525م، تم انتخابه ليكون قاضي القضاة (országbíró) في جلسة البرلمان المنعقد في مدينة هاتفان، على الرغم من أن الملك لويس الثاني قد منع مسبقًا عقد هذه الجمعية.
شارك في معركة موهاكس 1526م، حيث حمل راية المملكة، ولكنه قُتل في المعركة وضاعت الراية أيضًا.
تُعدّ رسائله ووثائقه الأخرى التي بقيت ضمن تركته من أقدم الشواهد الأرشيفية المكتوبة باللغة المجرية. وقد بنى كنيسة في سيلاجتشِه (Szilágycseh)، والتي كانت تابعة لممتلكاته.

## وثيقة
1525. 15. فبراير، بودا
يوحنا دراغفي، كونت تمِش، إلى البابا كليمنس السابع. محفوظة في أرشيف الدولة السرّي (Segr. Stato)، قسم الأمراء (Principi)، المجلد 3، الورقة 35.
أيها الأب المبارك والسيد، سيدي الكريم الرحيم:
بعد تقبيل أقدام قداستكم، أُقدّم خالص احترامي وخضوعي في خدمتي المتواضعة. وإذ أضع ثقتي في تلك الطيبة الفريدة التي أظهرتموها لي في وقت سابق، حين كنتُ في المدينة في زيارةٍ بصفتي حاجًا، فقد طلبتُ من هذا الصديق لي، السيد مبعوث الملك، أن يلتمس من قداستكم باسمي أمرًا ليس عظيمًا جدًا، لكنني أتشوّق لنَيله من قداستكم بكل شغف.
لذا أرفع إلى قداستكم، سيدي الأكرم، أسمى التضرعات بأن تتكرموا بسماع طلبي هذا. وأُقدّم خدمتي المتواضعة خاشعًا لأجل نَيل رضاكم. فليحفظ الله قداستكم في أمان وسلام.
كتب في بودا، في 15 فبراير، سنة الرب 1525.
العبد الوفي لقداستكم، يوحنا دراغفي،
كونت تمش، ورئيس أساقفة وبارون مملكة المجر.
بخط يده.
إلى تيميس إسبان في بودا، 1525. رسالة مؤرخة 15 فبراير باللغة اللاتينية.